# نادي أتلتيكو إيبيرانجا
نادي أتلتيكو إيبيرانجا (بالبرتغالية: Clube Atlético Ypiranga‏) هو نادي رياضي في ساو باولو، البرازيل.
تم حلّ فريق كرة القدم في أواخر الخمسينيات، وكان الفريق قد حقق في الماضي الوصافة في بطولة باوليستا، أعلى درجة في دوري كرة القدم لولاية ساو باولو، في أعوام 1913 و1935 و1936.